# 魏相 (汉朝)
魏相（？—前59年4月20日），字弱翁，出身濟陰郡定陶，後遷居平陵，西漢政治家。魏相早年歷任各地方官員，治理郡縣有方。漢宣帝即位後，徵召魏相為大司農，後升任御史大夫，並於地節三年接替老病退休的韋賢為丞相，獲封高平侯。魏相為人嚴明剛毅，正直不阿，在其任相期間，他與丙吉兩人同心輔政，使朝政清明，百姓安樂。神爵三年，魏相去世，諡號「憲」，榮列麒麟閣十一功臣之一。

## 生平

### 懲治門客
魏相年輕時研讀《易经》，曾在郡裡擔任卒吏，後被推舉賢良，因在對策答問中名列前茅，而成為茂陵縣的县令。某日，御史大夫桑弘羊門下的賓客來到茂陵，詐稱桑弘羊將要來到客舍。由於當地的县丞遲遲未拜見該名門客，門客竟為此勃然大怒，擅自把縣丞綑綁起來。而魏相懷疑是這名門客私下搗鬼，因此將他逮捕，並仔細審問其犯下的罪行，最終依律判處這名門客死刑，此後茂陵縣的治安變得相當良好。

### 因故獲罪
之後魏相遷升為河南郡太守，任上禁止奸邪之事，地方豪強對其相當敬畏。此時朝中的丞相田千秋病逝，而田千秋的兒子正好擔任雒陽的武庫令，他眼見自己的父親辭世，而魏相治理郡事又十分嚴苛，擔憂時間久了會因此獲罪，於是便自行辭去官職。魏相派身邊的輔佐官吏前去追喊他回來，但田千秋的兒子依舊是不肯復職。魏相含恨說道：「大將軍霍光聽到武庫令辭官的消息，必定會認為我是因為丞相已死而不禮遇他的兒子。那些當朝的權貴們也會為此事而非議我，危險啊！」田千秋的兒子回到長安後，霍光果然因此責備魏相說：「幼主（汉昭帝）才剛即位，函谷关是保衛京師最堅固之處，武庫是精良的兵器所聚藏的地方，所以才派丞相的弟弟當函谷關的都尉，讓丞相的兒子做武庫的長官。現在河南太守不深思國家的大策方針，只看到丞相死去便斥逐他的兒子，多麼淺薄啊！」。
後來有人控告魏相濫殺無辜，這件事交到了主管的官署手中。河南兵卒中的都官共二三千人，極力阻攔霍光懲罰魏相，他們上書稱願意再多留守一年，來替太守魏相贖罪。河南的老弱百姓約一萬多人守著函谷關要求入關向皇帝上書，守關的官吏把此事往上呈報，而霍光仍因武庫令辭官一事的緣故，決定把魏相交給廷尉治罪。魏相被關押在監獄裡很長一段時間，直到過了冬天，正巧碰上朝廷大赦才出獄。之後朝廷再次下詔起用魏相為茂陵縣令，並升遷為揚州刺史。後來朝廷考查各郡國的國相們，許多人被因此貶退。魏相與當時擔任光祿大夫的丙吉交好，丙吉寫信給魏相說：「朝廷已深切了解你的行為與政績，快要重用你了。希望你處事謹慎持重，不露鋒芒。」魏相認為丙吉的話頗有道理，因而收斂起自己的威嚴。擔任刺史二年後，魏相被徵召為諫大夫，又轉任河南太守。

### 封侯拜相
數年過後，汉宣帝即位，詔令魏相入朝擔任大司農，後來又升遷為御史大夫。四年後，大將軍霍光病逝，皇帝追思霍光的功勞與德行，任命他的兒子霍禹做右将军，讓霍光的侄子樂平侯霍山掌領尚书省事務。魏相通過平恩侯許廣漢向皇帝上書說：
|  | 《春秋》譏諷世世為卿相之人，憎惡宋三代人都做大夫，到魯季孫的專權，皆曾使國家陷入危難禍亂之中。從汉武帝後元以來，王室子弟雖能得到俸祿，但國家的政事卻要由冢宰來決定。現在霍光已死，他的兒子又成為大將軍，他哥哥的兒子則掌控樞機重權，霍家的兄弟女婿們權勢鼎盛，且握有兵權。霍光的夫人霍顯和女兒們皆得出入長信宮的宮門，他們有的在夜裡從禁門出入，驕橫奢侈而放縱不羈，恐怕將來會無法駕馭節制他們。現在應該想法削弱他們的權勢，打消他們的陰謀，鞏固我朝萬世的基業，也讓功臣霍光的聲名得以保全。 |

另外按照過去的規定，凡是上書給皇帝者都要把奏摺寫成二份，其中一份為副本，而掌領尚書省事務的官員經常在先開閱副本後，如果認為奏疏的內容不當，就擱置起來不上報給皇帝。因此魏相又藉由許廣漢進言廢除副本的制度，避免出現被官員阻擋下來的情況。
漢宣帝在看完魏相的奏疏後認為他的建議良善，便將魏相調任為給事中，全數採納其在奏書中所寫的主張。霍顯謀殺許皇后之事才因此被皇帝得知。漢宣帝隨後罷黜霍禹、霍雲、霍山等三名霍家的侯爵，命令他們回到宅第，他們的親屬也被外調為官吏。此時丞相韋賢因為年老有病而請辭，魏相於是接替韋賢擔任丞相，並受封高平侯，賜給食邑八百戶。霍氏家族對魏相既怨恨又畏懼，他們打算假稱上官太后的詔令，先把丞相魏相召來殺害，然後廢黜漢宣帝的皇位。事情被揭露後，霍禹被腰斬，霍雲、霍山被迫自殺，其宗族黨羽也全部遭到清洗。此後漢宣帝才得已開始親自處理朝廷政事、選任賢臣，而魏相作為丞相統領百官，深得漢宣帝的信任。

### 諫阻出師
元康年間，匈奴派兵向駐紮在车师屯田的漢朝軍隊，發動了一次失敗的攻擊。漢宣帝與後將軍赵充国等人商議，打算趁著匈奴此時勢力衰弱的時候，派兵攻打匈奴右地，使他們不敢再度騷擾西域。魏相向皇帝上諫書說：
|  | 臣聽說，拯救危亂，誅除兇暴，稱之為義兵，仁義之師所向無敵；敵人來攻擊你，不得已起來抗擊，稱之為應兵，抗擊侵略的軍隊定能戰勝；在小事上爭勝鬥恨，不能克制一時憤怒的，稱之為忿兵，爭氣鬥忿的軍隊會失敗；認為別人的土地、財貨、寶物有利可圖的，稱之為貪兵，貪婪的軍隊一定會被擊敗；憑藉國家面積大，以人口眾多相誇耀，因而想在敵人那裹表現自己的威風的，稱之為驕兵，驕傲的軍隊會被消滅：這五個方面，不僅是由人事決定的，也是天道決定的。不久前匈奴曾經向我們表示了善意，抓到漢朝百姓總是好好地送回來，沒有侵犯我們的邊境，雖然這次他們爭奪我們屯田的車師，也不必太放在心上。 現在我聽說各位將軍想起兵攻入匈奴境內，愚臣不知道這樣的軍隊該叫什麼名稱。現在邊境上的各州郡貧困疲乏，父子共穿同一件皮襖，吃荒草的果實，時常擔憂會活不下去，經不起戰事的擾攘。所謂「戰爭過後，一定會有災年發生」，說的就是人民心懷愁苦怨氣，會破壞陰陽之間的平和。即使出兵得勝，也還有後患，恐怕災難變故會因此而產生，現在州郡的太守、封國的國相大多不得其人，風俗淺薄，風雨不調。算算今年統計的總數，子殺父、弟殺兄、妻殺夫的案子，共有二百二十二人，臣愚蠢地認為這決不是小變故。現在您身邊的大臣不以此為憂，卻想派兵攻打遠方的蠻夷來報復微不足道的小仇恨，這大概就是孔子所說：「我恐怕季孫氏的憂患不在顓臾國而在宮牆之內啊！」希望陛下您和平昌侯王無故、樂昌侯王商、平恩侯許廣漢以及有遠見者仔細商議。 |

漢宣帝最終聽從了魏相的建議，沒有發兵征討匈奴。

### 陳疏國策
魏相通曉《易经》，知曉正宗的師法，他喜愛觀看漢朝的舊事和大臣們對答機宜的奏章，認為當今與過去制度不同，現在只是要奉行過去的方法制度罷了。因此他多次條陳漢朝建國以來處理事情的妥善方法，以及賢臣贾谊、晁错、董仲舒等人的言論，奏請漢宣帝予以施行，説：
|  | 臣聽説上有聖明的君主，下有賢臣輔弼，那樣君主才會安樂無憂而百姓和睦歡暢。臣有幸在朝中做了丞相，卻不能遵從祖先聖明的制度，廣泛地教化人民，治理好天下，來昭示皇帝的聖明與仁德。致使百姓中許多人背棄農耕的根本，而去從事商賈末業，有些百姓面有飢寒之色，使陛下擔憂，臣魏相罪該萬死，臣的智識能力淺薄，不能明察國家大政，提出當前適宜的方法，思考人們做事的動機與目的，沒能完全想明白。我私下懷着尊敬的心情觀看以前的記載，瞭解到先皇是多麼聖明仁義，恩德深厚。先帝為治理好天下辛勤勞苦，關心百姓，為水旱災禍而憂慮，對貧窮、飢餓的百姓開倉發放賑濟糧，派遣諫大夫、博士巡行天下，觀察風俗的好壞，選擇舉薦賢良人士，平反冤案，辦這些事的官員來來往往，不絕於路途。節省諸項用度，減輕租賦，開放山林湖澤讓百姓漁獵，禁止用糧食餵馬、以糧食釀酒和私下屯積：所有的措施都是為了賙濟困乏之人，安撫百姓，便利百姓的方法十分完備。 臣魏相不能一一表述出來，冒死罪把先帝處理舊事的詔書共二十三件事項上奏給您。臣考查先王之法的結果是一定要以農業為本，重視積聚糧食，量入為出以備兇災之年，國家沒有六年的積聚。就叫做危急狀況。漢武帝元鼎二年，平原郡、勃海郡、太山郡、東郡皆遭受災害，老百姓餓死在逃荒的路途上。俸祿達二千石的官員不能提前考慮到會發生這樣的災難，才到了這種境地，幸虧皇帝發佈詔書，命令予以救濟，老百姓才有了活路。今年年景不好，穀價猛漲，到了秋天收穫的季節還有缺乏衣食者，到了春天的時候，恐怕家更加嚴重，沒有多少可以用來做救濟的糧食。西羌也尚未平定，軍隊仍在外征伐，戰亂頻繁，臣十分擔心，應當提早考慮應急的措施。希望陛下愛護百姓，遵從先帝仁德的前例安撫百姓。 |

漢宣帝聽從了魏相的建議，並予以施行。魏相又多次選取《易陰陽》和《明堂月令》裡的章節上奏給漢宣帝，説：
|  | 臣僥倖在朝為官，沒有良好地盡到自己的職責，沒能廣泛地教化人民。陰陽之氣沒能調和，災難禍害不斷，罪過在我們這些大臣。臣聽《易經》上説：「天地按自然規律運動，所以太陽與月亮不互相經過，四季沒有差錯；聖明的君主按事物規律行事，所以賞罰分明，百姓敬服。」天地間萬物的變化，是由陰、陽交互作用而產生的，陰陽之分別，是以太陽為起始。有了冬夏四季，便有了八方之風的次序，萬物的特性得以形成，各自有各自固定的職守，不能互相侵犯。東方的神叫太昊，駕馭着震拿着規掌管春天；南方的神叫炎帝，駕馭着離拿着衡掌管夏天，西方的神叫少昊，駕馭着兑拿着矩掌管秋天，北方的神叫颛顼，駕馭着坎拿着權掌管冬天，中央的神叫黃帝，駕馭着坤、艮拿着繩子掌管大地。這五個神所掌管的，都有各自的時令。坐在東方卦位上的神不能統治西方，南方卦位上的神不可以治理北方。春天到了，兑位上的司秋之神去統治就會鬧饑荒，秋天到了震位上的司春之神去治理就會華而不實，冬天到了，離位上的司夏之神去管理天地之氣就會泄露，夏天到了坎位上的司冬之神去管理就會下冰雹。聖明的君主謹慎地遵從上天的旨意，慎重地愛護百姓，所以才讓稟性平和仁義的官員去執掌四時節令之事，按節氣告訴人們該做什麼事。君主按天道規律行動止息，順從陰陽和調之道，那樣才會日光月明，颳風下雨都按時令節氣，冷熱均勻適度。造三方面順當了，才能免除自然災害，五穀豐登，絲麻成熟，草木茂盛，鳥獸繁衍，百姓才能免除災病，衣食豐足。如果能夠這樣，才會國君尊嚴，人民喜悦，上下不互相埋怨，政治教化順利，禮讓仁義可以興盛。颳風下雨不按時令，就會毀壞莊稼，農業毀壞了，人民就會飢寒交迫，人民忍飢挨餓，就會不顧廉恥，這是強盜小偷禍亂產生的根源。臣愚蠢地認為陰陽之道是國家大事的根本，是百姓命脈所繫，從古以來賢人君子沒有不遵從它的。皇帝治理天下，最重要的是認真遵從自然天地法則，並借鑑先賢先聖的經驗。 記載漢高祖言行的《天子所服第八》上説：「大谒者襄章在长乐宫接受詔書，漢高祖説：「命令大臣們討論皇帝該穿什麼樣的衣服，來安定治理天下。」丞相萧何、御史大夫周昌和將軍王陵、太子太傅叔孫通等大臣商議道：『春夏秋冬皇帝該穿的衣服，應當效法天地的禮數，其中體現出入和。所以上從天子王侯和有封地的國君，下到億萬百姓，如果能效法天地，順應四季的變化，來治理國家，才會避免禍殃，得終天年，這是奉養宗廟安定天下的重大禮制，臣請求皇帝效法它。中謁者趙堯掌管皇帝春天的活動，李舜掌管夏天的，兒湯掌管秋天的，貢禹掌管冬天的，四個人分別掌管一個季節。』大謁者襄章奏請皇帝，漢高祖下詔説：『可以』。」汉文帝的時候，在二月份向天下佈施恩惠，賞賜孝順的人、努力耕田的人以及疲病的士兵，祭祀為國事死難的人，做這些事的時間十分不合時令節氣。御史大夫晁錯當時擔任太子家令，向漢文帝上書説明這些。臣恭敬地思考陛下對百姓臣下恩澤十分深厚，災難卻不停止，臣私下認為恐怕是您的詔令有不合時令節氣的。希望陛下您挑選明瞭經義、熟知陰陽之道的大臣四個人，分別掌管一個季節的事情，時令到了就明確上報自己掌管的皇帝應該做的政務，來順應陰陽之道，那可是天下人的大幸啊。 |

魏相多次上書，陳説該做的事情，漢宣帝採納並施行了他的建議。

### 病逝任上
魏相命令掾史查訪各郡國的事務以及休沐完畢回到官府時，就禀報各處發生的異聞奇事與反叛的賊寇和自然災害變故，若郡守不上奏，魏相總是向皇帝上奏說明情況。當時丙吉擔任御史大夫，與魏相同心輔政，漢宣帝對兩人皆十分器重。魏相的性情嚴峻剛毅，不如丙吉為人寬和。魏相擔任執政九年，於神爵三年逝世，谥号「憲」。魏相死後，他的爵位由其子魏弘承襲，後來魏弘在甘露年間因犯罪而被削爵為關內侯。

## 家庭
- 儿子：魏弘

## 評價
- 班固：孝宣中興，丙、魏有聲。是時，黜陟有序，眾職修理，公卿多稱其位，海內興於禮讓。覽其行事，豈虛乎哉[2]。
- 李德裕：魏相、薛广德持重守正，弼諧盡忠，可謂得宰相體矣[3]。
- 解縉：漢朝好宰相，以前數萧何、曹参，以後只數魏相、丙吉[4]。
- 成海應：魏相之爲相，專持大體，其諫伐匈奴者。止黷兵也，奏賢臣賈董等所言者，廣忠益也，表采易陰陽，及明堂月令者，重天道也，凡風雨災變，民生疾苦，無不奏言者，其意藹然真得儆戒之意，中興之治，所裨佐者大矣，但因平恩侯許伯奏事，以傾霍氏，故有所陳說，輒請戚里相議，爲彼與國同憂樂，故使議其得失，然彼之計慮，豈與朝廷大臣趙充國、張敞等者相比哉，且啓外戚干政之漸，此爲疵也[5]。

## 延伸閱讀
[在维基数据编辑]
 《史記/卷096》，出自司馬遷《史記》
 《漢書·卷074》，出自班固《漢書》